# Мокринів камінь
 Пам'ятка природи «Мокринів камінь» (втрачена) була оголошена рішенням Івано-Франківського Облвиконкому № 265 від 7.07.1972 року на землях Верховинського лісокомбінату (на території Чивчинського лісництва).
Площа — 1,1 га.

## Характеристика
Об'єкт на момент створення був представлений скельним резерватом, з рідкісною рослинністю. Тут зафіксовано 80 видів судинних рослин, з них 2 занесені до Червоного списку МСОП, 2 - до Європейського Червоного списку, 9 - до Червоної книги України, та низка регіонально рідкісних видів. Також зафіксовано 2 угруповання Зеленої книги України, що  свідчить про високу созологічну цінність цієї ділянки.

## Скасування
Станом на 1.01.2016 року об'єкт не міститься в офіційних переліках територій та об'єктів природно-заповідного фонду, оприлюднених на Єдиному державному вебпорталі відкритих даних http://data.gov.ua/ [Архівовано 4 травня 2016 у Wayback Machine.]. Проте ні в Міністерстві екології та природних ресурсів України, ні у Департаменті екології та природних ресурсів Івано-Франківської обласної державної адміністрації відсутня інформація про те, коли і яким саме рішенням було скасовано даний об'єкт природно-заповідного фонду. Таким чином, причина та дата скасування на сьогодні не відома.